# Collar de postura
Un collar o collarín de postura es un collarín rígido utilizado en los juegos BDSM y fetichistas que es lo suficientemente ancho como para restringir el movimiento del cuello. Los collares de postura ayudan a mantener la postura, manteniendo la barbilla alta y el cuello extendido. Los collares de postura suelen ser muy anchos en la parte delantera para llegar desde la barbilla hasta la clavícula, impidiendo que el usuario cuelgue la cabeza o mire hacia abajo.
Estos collares suelen ser de cuero, pero también pueden ser de metal, goma o plásticos como el PVC. Los collares de postura pueden estar decorados y pueden incluir otros elementos de bondage, como cierres de bloqueo, pinchos decorativos o anillos en D para fijar otras restricciones.